# Медлінг
Медлінг (нім. Mödling) — місто в Австрії, в федеральній землі Нижня Австрія. Є центром однойменного округу. Населення становить 20 555 осіб (на 1 січня 2018 року). Займає площу 10,04 км².

## Назва
Назва місця змінилося з medilihha (903 рік ) на Medelikch, Medling і, нарешті, Mödling. Коріння найменування слов'янські, так що воно з'явилося не пізніше аварського періоду, ІІ половини І тисячоліття, близько 800 року. Значення точно невідомо. За однією версією, це «прикордонний струмок», за іншою — повільна поточна вода.

## Географія
Медлінг відноситься до Нижньої Австрії і розташований в південній частині столичної агломерації. Місто знаходиться практично в центрі однойменного округу, що простягається із заходу на схід.
Через місто з комуни Вінервальд на заході округу тече річка Медлінг, що впадає в Швехат поблизу Ахау на сході. Кордон між Віденським Лісом і Віденським басейном також проходить через місто, тому в західній його частині немає забудови —  тут починається природний парк Ференберге, частина Віденського Лісу. Ця територія раніше була ландшафтним парком замку Ліхтенштейн, тому посеред лісу тут є чимало будівель, наприклад Храм гусарів. На східних схилах Віденського Лісу розташовані численні виноградники.

## Населення
Після дев'ятикратного збільшення населення за XIX століття і до 1910 року з приблизно 2 до 18 тисяч , з особливо швидким зростанням після 1880 року, до 1961 року кількість жителів трохи впало до 17 000. З тих пір воно трохи зросло до сьогоднішніх 20 тисяч. Більшість житлових будинків побудовані після 1961 року, особливо в період до 1980 року.  Не пізніше, ніж із закінчення будівництва району Südstadt в сусідньому Марія-Енцерсдорф (1961—1975), забудова Медлінг стає все більш і більш прилеглою з сусідніми комунами на півночі і сході. Таким чином, Медлінг, по суті, став частиною віденської агломерації.

## Культура і пам'ятки
Добре збереглося і відреставроване старе місто знаходиться під захистом Гаазької конвенції про захист культурних цінностей. У 1976 році на вулиці Kaiserin Elisabethstraße і площі Schrannenplatz облаштована пішохідна зона.
Завдяки своїм околицях і атмосфері старого міста, Медлінг став популярним місцем для весіль. Місцевий ЗАГС також знаходиться в центрі: в старій ратуші на Schrannenplatz. Лежить в мальовничій місцевості, свого часу облаштованій як ландшафтний парк з численними романтичними руїнами. Місто стало популярним місцем для екскурсій вже в період бідермаєра.
Особливо виділяється район Клаузен (Klausen), що примикає до старого міста, з розташованими неподалік руїнами замку Медлінг. Це одне з трьох місць, особливо надихнувших середньовічного поета-композитора Вальтера фон дер Фогельвайде. На схилах долини річки Медлінг в Клаузені можна знайти рідкісні рослини. Серед них місцевий підвид (neilreichii) гвоздики перистої, виявлений тільки в середині XIX століття ботаніком Августом Найльрайхом, і оман німецький. Крім того, тут в достатку росте сосна чорна.

### Пам'ятки
| - Церква Святого Отмара (XV століття) - Оссуарій (XII століття) - Госпітальна церква Святого Егідія (XV століття) - Євангельська парафіяльна церква (1875 рік) - Парафіяльна церква Серця Христового в Медлінг (1971 рік) - Стара ратуша (XIV-XVII століття) - Руїни замку Медлінг (не пізніше XI століття по XVII) - Чорна вежа Schwarzer Turm 1810 рік) - Храм гусарів (1813 рік) - Акведук в Медлінгу (1872 рік) - Дитячий будинок імені Йозефа Гіртля (1889 рік) | - Церква Святого Отмара і Оссуарій - Госпітальна церква - Стара ратуша - Руїни замку Медлінг - Чорна вежа |

### Музеї
- Музей Медлінг в палаці Thonetschlössl
- Краєзнавчий музей Volkskundemuseum
- Музей міського транспорту Stadtverkehrsmuseum або Straßenbahnmuseum
- Essinger-Haus
- Будинок-музей Бетховена в Хафнерхаузі Hafnerhaus
- Будинок композитора Арнольда Шенберга між 1918 і 1925 рр.
- Художня галерея в ратуші

## Міста-побратими[10]
- : Веллетрі, Італія
- : Всетін, Чехія
- : Дирмштайн, Німеччина
- : Дабаш, Угорщина
- : Дьяль, Угорщина
- : Эш-сюр-Альзетт, Люксембург
- : Земун, Сербія
- : Зоттеґем[en], Бельгія
- : Кесеґ, Угорщина
- : Обзор, Болгарія
- : Оффенбах, Німеччина
- : Пюто, Франція
- : Сен-Жіль, Бельгія